# AEK Larnaca FC
AEK Larnaca FC (grekiska: Αθλητική Έvωση Κίτιον Λάρνακας, Athletic Union Kition of Larnaca) är en cypriotisk fotbollsklubb från staden Larnaca. Klubben spelar i Cyperns förstadivision och har som bäst placerat sig tvåa (2015/2016). AEK  spelar sina hemmamatcher på AEK Arena som har en kapacitet på 8 000.

## Placering tidigare säsonger
| Säsong  | Nivå | Liga            | Placering | Referens | Notering                               |
| ------- | ---- | --------------- | --------- | -------- | -------------------------------------- |
| 2008/09 | 1    | First Division  | 13        | [ 2 ]    | Nedflyttad till Second Division        |
| 2009/10 | 2    | Second Division | 2         | [ 3 ]    | Uppflyttad till Cypriot First Division |
| 2010/11 | 1    | First Division  | 4         | [ 4 ]    |                                        |
| 2011/12 | 1    | First Division  | 5         | [ 5 ]    |                                        |
| 2012/13 | 1    | First Division  | 4         | [ 6 ]    |                                        |
| 2013/14 | 1    | First Division  | 8         | [ 7 ]    |                                        |
| 2014/15 | 1    | First Division  | 2         | [ 8 ]    |                                        |
| 2015/16 | 1    | First Division  | 2         | [ 9 ]    |                                        |
| 2016/17 | 1    | First Division  | 2         | [ 10 ]   |                                        |
| 2017/18 | 1    | First Division  | 4         | [ 11 ]   |                                        |
| 2018/19 | 1    | First Division  | 2         | [ 12 ]   |                                        |
| 2019/20 | 1    | First Division  |           | [ 13 ]   | pandemin                               |
| 2020/21 | 1    | First Division  | 5         | [ 14 ]   |                                        |
| 2021/22 | 1    | First Division  | 2         | [ 15 ]   |                                        |
| 2022/23 | 1    | First Division  | 3         |          |                                        |